# Guillaume Marlot
Guillaume Marlot est un ecclésiastique et historien français né en 1596 et mort en 1667.

## Biographie
Guillaume Marlot est le fils de Nicaise Marlot, médecin, et de Perette Bignicourt.
Il est connu pour avoir été le prieur de l'église Saint-Nicaise de Reims et passe les dix dernières années de sa vie à l'abbaye de Fives.
Son principal ouvrage est l’Histoire de la ville, cité et université de Reims, métropolitaine de la Gaule Belgique.

## Publications
- Le Théâtre d'honneur et de magnificence, préparé au sacre des roys, chez François Bernard, Reims, 1643 (lire en ligne)
- Le Tombeau du grand saint Remy, apôtre tutélaire des François, chez François Bernard, Reims, 1647 (lire en ligne)
- Metropolis Remensis historia , a Frodoardo primum arctius digesta, nunc demum aliunde accersitis plurimum aucta, et illustrata, et ad nostrum hoc sæculum fideliter deducta, Nicolas de Rache, 1666, tome 1
- Histoire de la ville, cité et université de Reims métropolitaine de la Gaule Belgique, chez L. Jacquet imprimeur, Reims 1843, vol. 1, 1845, vol. 2, 1846, vol. 3, 1846, vol. 4